# Geografía tradicional
La geografía tradicional es una corriente de la geografía que comprende desde elemento de mayor importancia para los geógrafos que provoca tendencia es la concepción de que la geografía consiste en una ciencia de síntesis o ciencia de contacto entre las disciplinas que estudian tanto la naturaleza como la sociedad. Para realizar ese propósito integrador, los autores inician corriente recurrieron a un arsenal bastante ecléctico de ideas provenientes del positivismo, de las «filosofías evolucionistas», del romanticismo y del netismo, dando origen a tres formas principales de investigación geográfica, que son:
- La escuela determinista.
- La escuela posibilista.
- La concepción de geografía como ciencia de la diferenciación de áreas.

En las dos primeras propuestas, el tema en observación son las relaciones hombre/naturaleza, mientras la tercera, representada principalmente por Alfred Hettner y Richard Hartshorne, define las formas de integración entre elementos heterogéneos en la costa terrestre y su variación espacial como objeto de la geografía. Esta última subcorriente se destaca también por buscar transferir rigor conceptual y metodológico a la geografía, de consonancia con la óptica racionalista que fue imponiéndose en los medios científicos en la primera mitad del siglo XX. La geografía tradicional se preocupaba solo por la naturaleza de las viejas teorías vinculando siempre la idea de expansión territorial como forma de poder, sin preocuparse del lado social. Era de denominación de la burguesía. Los geógrafos críticos tenían un contenido político a continuación, una ideología que era transformar la geografía tradicional, para que volviera a ver sus conceptos en relación hombre-naturaleza. 
La geografía tradicional cedió lugar a otras corrientes cuando se abandonó la idea de que la contribución original de la geografía al conocimiento científico estaría en ser una ciencia de síntesis. En la segunda mitad del siglo XX, con efecto, ese proyecto fue sustituido por otros, que, aún sin abandonar totalmente el estudio de las relaciones sociedad/naturaleza, pasaron a ocuparse de nuevos objetos y a estudiarlos con base en referenciales epistemológicos hasta entonces poco valorados por los geógrafos. En la década de 1950, la geografía tradicional fue fuertemente contestada por la geografía cuantitativa, que se basó en el neopositivismo para redefinir el objeto y los métodos de la geografía. En las décadas de 1960 y, sobre todo, 1970, las concepciones tradicionales fueron contestadas también por la geografía humana y por la geocrítica.